# 68 Leto
Leto (asteroide 68) é um asteroide da cintura principal com um diâmetro de 122,57 quilómetros, a 2,26680898 UA. Possui uma excentricidade de 0,18536679 e um período orbital de 1 695,42 dias (4,64 anos).
Leto tem uma velocidade orbital média de 17,85526656 km/s e uma inclinação de 7,97162084º.
Este asteroide foi descoberto em 29 de Abril de 1861 por Robert Luther. Seu nome vem da personagem mitológica grega Leto.